# 红辣河
红辣河，又称红纳河，位于中国贵州省西南部，是北盘江左岸支流，发源于紫云苗族布依族自治县猫营镇老凹坡，西南流经箐口进入镇宁布依族苗族自治县，经镇宁县革利乡、本寨乡至沙子乡弄染寨东成为镇宁与望谟两县界河，红辣河在镇宁本寨乡张家坝村以上称座马河。红辣河沿镇宁和望谟县边界至镇宁县六马乡八大村北右纳乐纪河后复入镇宁县境，红辣河在乐纪河口至简嘎乡板岩村河段又称乐运河，至镇宁和望谟县边界左纳简嘎河后又称清水河，之后红辣河沿着望谟县与镇宁和贞丰县边界西南流，至望谟县乐元镇云保村北注入北盘江。河长140千米，河道平均比降8.67‰，流域面积2046平方千米。